# Ángel Patrick
Ángel Rogelio Patrick Garth (Colón, Panamá; 27 de febrero de 1992) es un futbolista panameño, juega como lateral derecho y actualmente es agente Libre.

## Carrera
Ángel Patrick se inició en el Árabe Unido, donde en el año 2010 debutó profesionalmente y ayudó al equipo a conseguir varios títulos de la Liga Panameña de Fútbol. Se caracteriza por su buen físico, marca y desborde por la banda.
En 2017 fue a préstamo al Cafetaleros de Tapachula logrando así un buen torneo. Al final no fue de la partida para el torneo siguiente y regresó al Árabe Unido

## Clubes
| Club                     | País   | Año         | Partidos | Goles |
| ------------------------ | ------ | ----------- | -------- | ----- |
| Árabe Unido              | Panamá | 2010 - 2017 | 86       | 3     |
| Cafetaleros de Tapachula | México | 2017        | 7        | 0     |
| Árabe Unido              | Panamá | 2018 - 2019 | 4        | 0     |

## Palmarés
| Título            | Club        | País   | Año  |
| ----------------- | ----------- | ------ | ---- |
| LPF Clausura 2010 | Árabe Unido | Panamá | 2010 |
| LPF Clausura 2015 | Árabe Unido | Panamá | 2015 |
| LPF Apertura 2015 | Árabe Unido | Panamá | 2015 |
| LPF Apertura 2016 | Árabe Unido | Panamá | 2016 |